# The Vanishing Shadow
The Vanishing Shadow (titlu original: The Vanishing Shadow) este un film SF serial cinematografic  din 1934 regizat de Lew Landers. În rolurile principale joacă actorii Onslow Stevens, James Durkin, Walter Miller, Ada Ince.

## Capitole
1. Accused of Murder
2. The Destroying Ray
3. The Avalanche
4. Trapped
5. Hurled from the Sky
6. Chain Lightning
7. The Tragic Crash
8. The Shadow of Death
9. Blazing Bulkheads
10. The Iron Death
11. The Juggernaut
12. Retribution

Sursa:

## Distribuție
- Onslow Stevens ca Stanley Stanfield, inventator al Vanishing Ray
- Ada Ince ca Gloria Grant, prietena lui Stanfield
- James Durkin ca Carl Van Dorn
- Walter Miller ca Ward Barnett
- Richard Cramer ca Dorgan, Barnett
- Edmund Cobb ca Kent
- Monte Montague ca Badger
- Al Ferguson ca Stroud
- Sidney Bracey ca Denny
- J. Frank Glendon ca John Cadwell
- William Desmond ca Editor MacDonald
- Beulah Hutton ca Sal